# Bulgarnò
Bulgarnò è una frazione del comune di Cesena, in provincia di Forlì-Cesena. È situata 7 km ad est di Cesena e 2 km a nord da Gambettola.

## Storia
Il borgo è di origini bizantine e secondo la tradizione prende nome da soldati bulgari giunti ai tempi dei longobardi. Nello stesso comune di Cesena vi è un'altra frazione chiamata Bulgaria. Fu feudo della famiglia cesenate dei Roverella sin dal XV secolo. Il paese come appare attualmente si è sviluppato a partire dalla prima metà del XX secolo nel territorio della storica tenuta. La parrocchia appartiene alla diocesi di Cesena-Sarsina.

## Monumenti e luoghi d'interesse
- Chiesa di Santa Maria Assunta, moderna chiesa parrocchiale situata nella piazza del paese.[5]
- Villa-castello di Bulgarnò,  imponente edificio a pianta quadrangolare costruito attorno al 1450[6] dalla famiglia Roverella di Cesena. È nominato per la prima volta in un documento del 1662, dove è citato come un palazzo poderale che pare aver già in parte perso le caratteristiche di fortificazione, ma che ancora non possiede quelle di villa rinascimentale. In epoca successiva è stato privato della merlatura e nel 1942 sono stati dimezzati i due torrioni. Attualmente è adibito ad abitazione privata.[7]
- Monumento ai caduti di Bulgarnò, cippo posto nella piazza principale, vi sono incisi i nomi di tutti gli abitanti del paese che sono deceduti nelle due guerre mondiali.
- Circolino di Bulgarnò, adiacente alla parrocchia, che organizza numerosi eventi come il "Cinema festival" [8] e tornei di biliardino [9]

## Economia
La principale attività economica è sempre stata l'agricoltura, incentrata soprattutto sulla produzione di fragole e pesche. Negli ultimi tempi, sia per l'abbandono delle campagne da parte dei giovani che per i prezzi sempre più bassi della frutta, c'è stato un ritorno alla produzione di grano, pianta che richiede meno manodopera e quindi meno costi, rispetto alle tradizionali pesche e fragole.